# Жиховська волость
Жиховська волость — історична адміністративно-територіальна одиниця Новгород-Сіверського повіту Чернігівської губернії з центром у селі Жихове.
Станом на 1885 рік складалася з 8 поселень, 10 сільських громад. Населення — 8898 осіб (4319 чоловічої статі та 4577 — жіночої), 1361 дворових господарства.
|                     | Площа, десятин | У тому числі орної, дес. |
| ------------------- | -------------- | ------------------------ |
| Сільських громад    | 15929          | 11002                    |
| Приватної власності | 399            | 263                      |
| Іншої власності     | 245            | 186                      |
| Загалом             | 16573          | 11451                    |

Найбільші поселення волості на 1885 рік:
- Жихове — колишнє власницьке село при річці Свига за 35 верст від повітового міста, 1671 особа, 279 дворів, православна церква, школа, 2 постоялих двори, постоялий будинок, 13 вітряних млинів, крупорушка, щорічний ярмарок.
- Вовна — колишнє державне село при струмкові, 1627 осіб, 253 двори, православна церква, постоялий будинок, лавка, 13 вітряних млини, крупорушка, маслобійний завод, щорічний ярмарок.
- Дмитрівка — колишнє державне село при річці Бичиха, 772 особи, 116 дворів, православна церква, постоялий будинок, 3 крупорушки.
- Олтар — колишнє державне село при річці Свига, 1692 особи, 261 двір, православна церква, 14 вітряних млинів, 3 постоялих будинки, 3 лавки, щорічний ярмарок.
- Рудня — колишнє державне й власницьке село при річці Свига, 797 осіб, 122 двори, православна церква, постоялий будинок, лавка, водяний і 4 вітряних млини, сукновальня.
- Феофілівка — колишнє державне село, 188 осіб, 30 дворів, каплиця.
- Юринівка — колишнє державне село при річці Бичиха, 1473 особи, 113 дворів, православна церква, школа, 2 постоялих будинки, 2 лавки, 17 вітряних млинів, щорічний ярмарок.